# راینهولد هایل
راینهولد هایل (آلمانی: Reinhold Heil؛ زادهٔ ۱۸ مهٔ ۱۹۵۴) آهنگساز و تهیه‌کننده موسیقی اهل آلمان است. وی از سال ۱۹۷۴ میلادی تاکنون مشغول فعالیت بوده است. وی تهیه‌کننده برخی از ترانه‌های مشهور خواننده آلمانی ننا از جمله ۹۹ بادکنک و هر مکان، هر کجا، هر زمان بود.
از فیلم‌ها یا مجموعه‌های تلویزیونی که وی در آن‌ها نقش داشته است، می‌توان به بدو لولا بدو، پرنسس و سلحشور، عکس یک‌ساعته، فرشته‌های آرواره آهنین، سوفی شول، روزهای آخر، غار، سرزمین مردگان، پاریس، دوستت دارم، ددوود، قصه یک آدمکش، بین‌المللی، سه، نخبگان قاتل، اطلس ابر، من، فرانکنشتاین، منحنی و افسانه‌ها اشاره نمود.